# 浅水村
浅水村（あさみずむら）は、昭和31年（1956年）まで宮城県登米郡北部にあった村。現在の登米市中田町浅水にあたる。

## 沿革
- 明治8年（1875年）10月17日 - 水沢県による村落統合にともない、浅部村と水越村が合併して浅水村が成立。
- 明治22年（1889年）4月1日 - 町村制施行にともない、浅水村単独で村制施行。
- 昭和31年（1956年）4月1日 - 石森町・上沼村・宝江村と合併し、中田町となる。

## 行政
- 歴代村長

| 代 | 氏名           | 就任                       | 退任                       | 備考 |
| -- | -------------- | -------------------------- | -------------------------- | ---- |
| 1  | 菅原常泉       | 明治22年（1889年）4月22日  | 明治26年（1893年）4月21日  |      |
| 2  | 春日直記       | 明治26年（1893年）4月25日  | 明治30年（1897年）4月24日  |      |
| 3  | 伊藤三郎右ェ門 | 明治30年（1897年）4月29日  | 明治33年（1900年）1月29日  |      |
| 4  | 佐々木治兵衛   | 明治33年（1900年）4月27日  | 明治37年（1904年）10月15日 |      |
| 5  | 岩淵良太夫     | 明治37年（1904年）11月11日 | 明治39年（1906年）3月19日  |      |
| 6  | 浅野昆俊       | 明治39年（1906年）3月31日  | 明治43年（1910年）3月30日  |      |
| 7  | 岩淵良太夫     | 明治43年（1910年）8月22日  | 明治45年（1912年）2月16日  | 再任 |
| 8  | 渡辺多利治     | 大正元年（1912年）8月1日   | 大正8年（1919年）8月17日   |      |
| 9  | 岩淵恭平       | 大正9年（1920年）10月28日  | 大正13年（1924年）10月27日 |      |
| 10 | 渡辺多利治     | 大正14年（1925年）1月29日  | 昭和3年（1928年）7月11日   | 再任 |
| 11 | 山内揆一       | 昭和2年（1927年）7月18日   | 昭和10年（1935年）7月17日  |      |
| 12 | 及川実吉       | 昭和10年（1935年）7月18日  | 昭和21年（1946年）3月29日  |      |
| 13 | 渡辺硬         | 昭和21年（1946年）3月30日  | 昭和30年（1955年）6月15日  |      |
| 14 | 菅原稔         | 昭和30年（1955年）8月6日   | 昭和31年（1956年）3月31日  |      |

## 交通

### 鉄道
- 仙北鉄道：浅水駅 - 米谷駅 - 浅部駅

※米谷駅は北上川をはさんで東方に位置する米谷町への最寄駅。合併直後の昭和31年（1956年）4月16日、米谷〜浅部駅間に小島駅が開業。